# Építészek listája betűrendben
Ez a lista a világ ismertebb építészeit sorolja fel.
Lásd még: építészek listája korszakonként, magyar építészek listája.
| Ábécé szerinti tartalomjegyzék                      |
| --------------------------------------------------- |
| A B C D E F G H I J K L M N O P Q R S T U V W X Y Z |

## A
- Alvar Aalto (1898–1976)  finn
- Sir Patrick Abercrombie(wd) (1879–1957)  brit várostervező építész, az Abercombia-díj névadója
- Ács Gábor (* 1926)   magyar származású olasz
- Paul Abadie (1812–1884)  francia
- Antonio Abbondi (1505–1549)  olasz
- Max Abramovitz (1908–2004)  amerikai
- Robert Adam (1728–1792)  angol
- William Adam (1689–1748)  skót
- Dankmar Adler (1844–1900)  német származású amerikai
- David Adler (1882–1949) amerikai
- Agamédész (i. e. 6. század)  ókori görög
- Charles N. Agree(wd) (1897–1982)  amerikai
- Marcus Agrippa (i. e. 63–i. e. 12) római
- Walter W. Ahlschlager(wd) (1887–1965)  amerikai
- Leon Battista Alberti (1404–1472) itáliai
- Galeazzo Alessi (1512–1572) itáliai
- Christopher Alexander (1936–2022) osztrák
- Giovanni Antonio Amadeo (1447–1522) itáliai
- Amenhotep, Hapu fia (i. e. 14. század)
- Bartolomeo Ammanati (1511–1592) itáliai
- Andó Tadao (1941–)  japán
- Paul Andreu (1938–2018)  francia
- Aneha Hidecsugu(wd) (1957-)  japán
- Trallészi Anthémiosz (474–558) görög
- Albrecht Altdorfer (1480–1538) német
- Apollodórosz (i. e. 3. század)
- Raúl de Armas(wd) (1941–)  kubai
- Cosmas Damian Asam (1686–1739) német
- Egid Quirin Asam (1692–1750) német
- Erik Gunnar Asplund (1885–1940)  svéd
- Henry Austin(wd) (1804–1891)  amerikai

## B
- Vani Bahl (1971-)   indiai származású amerikai
- Ban Sigeru (1957–)  japán
- Edward Larrabee Barnes (1915–2004) amerikai
- Luis Barragán (1902–1988) mexikói
- Sir Charles Barry (1795–1860)  angol
- Charles Barry, ifj. (1823–1900)  angol
- Edward Middleton Barry (1830–1880)
- Frederic Auguste Bartholdi (1834–1904)
- Donald Bates
- Welton Becket (1902–1969) amerikai
- Adolf Behne (1885–1948) német
- Peter Behrens (1868–1940) német
- Pietro Belluschi (1899–1994) amerikai
- Frederic Bereder
- Hendrik Petrus Berlage (1856–1934) holland
- Giovanni Lorenzo Bernini (1598–1680) olasz
- Johann Eberhard Blaumann (1732–1786) német
- James Bloodworth (1759–1804)  angol
- Jacques-François Blondel (1705–1774)  francia
- Edward Blore (1787–1879)
- Gottfried Boehm (1920–) német
- Ricardo Bofill (1939–)  spanyol
- Oriol Bohigas (1925–)  spanyol
- Cristoforo da Bolzano
- Giotto di Bondone (1267–1337) firenzei
- Ignatius Bonomi (1787–1870)
- Joseph Bonomi, id. (1739–1808)
- Francesco Borromini (1599–1667) svájci
- Mario Botta (1943–) svájci
- Étienne-Louis Boullée (1728–1799)  francia
- Georg Andreas Böckler (1644–1698) német
- Claude Fayette Bragdon (1866–1946) amerikai
- Donato Bramante (1444–1514) itáliai
- Salomon de Bray (1597–1664) holland
- Alexandre-Théodore Brongniart (1739–1813)  francia
- Alekszandr Pavlovics Brjullov (1798–1877) orosz építész, szobrász és festő
- Filippo Brunelleschi (1377–1446) olasz
- Gridley James Fox Bryant (1816–1899) amerikai
- William Buckland (1784–1856)  angol
- Charles Bulfinch (1763–1844) amerikai
- Gordon Bunshaft (1909–1990) amerikai
- Michelangelo Buonarroti (1475–1546) itáliai
- John Burgee (1933–) amerikai
- William Burges (1827–1881)  angol
- Daniel Burnham (1846–1912) amerikai
- Decimus Burton

## C
- Santiago Calatrava (1951–)  spanyol
- Georges Candilis (1913–1915)   Franciaországban is dolgozó görög
- Jacopo Celega (14. század) itáliai
- Pier Paolo Celega (?- 1417)  itáliai
- Peter Calthorpe amerikai
- Colen Campbell (1676–1729) skót
- Isidore Canevale (1729–1786) francia, osztrák
- John Carr of York (1723–1807)  angol
- Ġlormu Cassar (1520–1592)  máltai
- Vittorio Cassar (1550?–1607)  máltai
- Richard Cassels (1690–1751) angol, ír
- Sir Hugh Casson (1910–1999) angol
- J. Cleaveland Cady
- Wilbrod Chabrol (1835–1919) francia
- William Chambers (1723–1796) skót
- Sir Basil Champney
- James Walter Chapman-Taylor (1858–1978)  angol születésű új-zélandi
- Serge Chermayeff (1900–1996) angol
- David Chipperfield (1953–) angol
- Jean François Chalgrin (1739–1811) francia
- John Clancy
- Edward Clark
- Charles-Louis Clérisseau(wd) (1721–1820)  francia
- Adolf Cluss
- Josep Antoni Coderch (1913–1984)  spanyol
- Preston Scott Cohen
- Mary Colter (1869–1958) amerikai
- Peter Cook (1936–) angol
- Ernest Cormier (1885–1980) kanadai
- Charles Correa (1930–) indiai
- Pietro da Cortona (1596?–1669) itáliai
- Lúcio Costa (1902–1998) brazil
- Ralph Adams Cram (1863–1942) amerikai
- Charles Howard Crane (1885–1952) amerikai
- Thomas Cubitt
- Kirtland Cutter (1860–1939) amerikai
- Pierre Cuypers

## D
- Justus Dahinden (1925–2020)  svájci
- Raimondo Tommaso D'Aronco (1857–1932)  olasz
- Peter Davidson
- Frederic Joseph DeLongchamps (1882–1969)  amerikai
- George Devey
- Christoph Dientzenhofer (1655–1722)   német (bajor), cseh
- Kilian Ignaz Dienzenhofer (1689–1751)  cseh
- Konsztantinosz Aposztolosz Doxiadisz(wd) (1913–1975)  görög
- Elizabeth Diller
- Andreas Dilthey
- Tumas Dingli (1591–1666) máltai
- Diphilosz (i. e. 1. század) görög
- John Dobson (1787–1865)  brit
- Theo van Doesburg (1883–1931) holland
- Thomas Leverton Donaldson (1795–1885) angol
- Andrés Duany (1949–) amerikai
- Willem Marinus Dudok (1884–1974)  holland
- Max Dudler (1949–) svájci, német
- Arthur Dyson (1940–) amerikai

## E
- Charles Eames (1907–1978) amerikai
- Ray Eames (1912–1988) amerikai
- John Eberson (1875–1964) román, amerikai
- Erick van Egeraat (1956–) holland
- Alexandre Gustave Eiffel (1832–1923) francia
- Peter Eisenman (1932–) amerikai
- Friedrich Wilhelm von Erdmannsdorff (1736–1800) német
- Arthur Erickson (1924–2009) kanadai
- Johann Bernhard Fischer von Erlach (1656–1723) osztrák
- Eupalinosz (i. e. 6. század) görög
- Aldo van Eyck (1918–1999) holland

## F
- Cosimo Fanzago (1591–1678) olasz
- Hassan Fathy (1900–1989) egyiptomi
- Kolyu Ficheto (1800–1881)
- Hermann Finsterlin (1887–1973) német
- Francesco Fiorentino (?–1516) firenzei, Lengyelország
- Theodor Fischer (1862–1938) német
- Johann Bernhard Fischer von Erlach (1656–1723) osztrák
- Johann Michael Fischer (1692–1766) német, cseh
- Mark Fisher (1947–2013) angol
- Sverre Fehn (1924–2009)  norvég
- Pierre François Léonard Fontaine (1763–1853) francia
- O'Neil Ford (1905–1982) amerikai
- Norman Foster (1935–) angol
- Ludwig Förster (1797–1863) osztrák
- Eric Corey Freed
- Tony Fretton
- Yona Friedman (1923–)  francia
- Gerolamo Frigimelica
- Buckminster Fuller (1895–1983) amerikai
- Thomas Fuller

## G
- Ange-Jacques Gabriel (1698–1782) francia
- Lorenzo Gafà (1630–1703 v 1704)  máltai
- Alessandro Galilei (1691–1737) itáliai
- Charles Garnier (1825–1898) francia
- Antoni Gaudí (spanyol származású 1852–1926)  katalán
- Jan Gehl (1936–)  dán
- Frank Gehry (1929–) amerikai
- Léonie Geisendorf (1914–2016)   lengyel-svéd
- Cass Gilbert (1859–1934) amerikai
- Frà Giovanni degli Eremitani
- Romaldo Giurgola (1920–) olasz, (USA, Ausztrália)
- John of Gloucester (13. század) angol
- Bruce Goff (1904–1982) amerikai
- Ernő Goldfinger (1902–1987) magyar, angol
- Jacques Gondoin (1757–1818) francia
- Bertram Goodhue (1869–1924) amerikai
- Michael Graves (1934–) amerikai
- Vittorio Gregotti (1927–2020)  olasz, a Velencei Építészeti Biennálé egyik alapítója
- Walter Burley Griffin (1876–1937) amerikai
- Nicholas Grimshaw (1939–) angol
- Walter Gropius (1883–1969)   német-amerikai
- Victor Gruen (1903–1980)  osztrák
- Romuald Gutt (1888–1974)  lengyel
- John Gwynn (1713–1786) angol

## H
- Zaha Hadid (1950–2016)   iraki származású brit
- Gísli Halldórsson (1914–1998)  izlandi
- Paul Hankar (1859–1901)  belga
- Christian Hansen  (1803–1883) dán
- Theophil Hansen (1813–1891)  dán
- Philip Hardwick (1792–1870)  brit
- Jules Hardouin-Mansart (1646–1708)  francia
- Hugo Häring (1882–1958)  német
- Peter Harrison (1716–1775) angol, amerikai
- Wallace Harrison (1895–1981)  amerikai
- William Alexander Harvey (1874–1951)  angol
- Elias David Häusser(wd) (1687–1745)  dán
- Nicholas Hawksmoor (1661–1736)  angol
- Melchior Hefele (1716–1794)  osztrák
- Hemiunu (i. e. 26. század) egyiptomi
- Hermodórosz (i. e. 2. század) görög
- Juan de Herrera (1530–1597)  spanyol
- Hans Robert Hiegel (1954–)  német
- Ludwig Hilberseimer (1885–1967) német
- Johann Lukas von Hildebrandt (1668–1745)  osztrák
- Franz Anton Hillebrandt (1719–1797)  osztrák
- Friedrich Hitzig (1811–1881) német
- James Hoban (1758–1831) ír, amerikai
- Josef Hoffmann (1870–1956) osztrák
- Charles Holden (1875–1960)  angol
- Steven Holl (1947–)  amerikai
- Hans Hollein (1934–2014)  osztrák
- Villard de Honnecourt (13. század) francia
- Raymond Hood (1881–1934)  amerikai
- Michael Hopkins(wd) (1935–2023)  brit
- Victor Horta (1861–1947)  belga
- Karel Hubáček (1924–2011)  cseh Perret-díjas
- Wolf Huber (1485–1553)  osztrák
- Friedensreich Hundertwasser (1928–2000)  osztrák
- Richard Morris Hunt (1827–1895)  amerikai

## I
- Iktinosz (i. e. 5. század) görög
- Imhotep (i. e. 27. század) egyiptomi
- Ineni (i. e. 16. század) egyiptomi
- Iszozaki Arata (1931–2022)  japán
- Franciscus Italicus → Francesco Fiorentino
- Itó Tojoo (1941–)  japán
- Pierre-Michel d’Ixnard (1723–1795) francia
- Milétoszi Izidórosz (6. század) görög

## J
- Arne Jacobsen (1902–1971)  dán
- Helmut Jahn (1940–) német, amerika
- Jamaszaki Minoru amerikai
- Benno Janssen (1874–1964)
- Giuseppe Jappelli (1783–1852) olasz
- Pierre Jeanneret (1896–1967) svájci
- Thomas Jefferson (1743–1826) amerikai
- William LeBaron Jenney
- Jon Jerde amerikai
- Philip Johnson (1906–2005) amerikai
- Sir Horace Jones
- Inigo Jones (1573–1652) angol
- E. Fay Jones
- Khaled Bernard Jouby
- Donald Judd (1928–1994) amerikai
- Josep Maria Jujol (1879–1949)  spanyol
- Richard Jupp (1728–1799) angol
- Filippo Juvarra (1678–1736) olasz

## K
- Albert Kahn (1869–1942)  amerikai
- Louis Kahn (1901/1902–1974) amerikai
- Kallikratész (i. e. 5. század) görög
- Louis Kamper (1861–1953) amerikai
- Jan Kaplický (1861–1953) amerikai
- Katajama Tokuma (1854–1917)  japán
- Raymond M. Kennedy amerikai
- William Kent (1685–1748) angol
- Kikutake Kijonori (1928–2011  japán
- Leo von Klenze (1784–1864) német
- Michel de Klerk (1884–1923)  holland
- Ralph Knott (1878–1929) angol
- Austin Eldon Knowlton (1909–2003) amerikai
- Hans Kolhoff (1946–) német
- Rem Koolhaas (1944–) holland
- Piet Kramer (1881–1961) holland
- Leon Krier (1946–) luxembourgi
- Kuma Kengo (1954–) japán
- Kisho Kurokawa (1934–2007) japán
- Edgar-Johan Kuusik (1888–1974) észt

## L
- Henri Labrouste
- Thomas W. Lamb (1871–1942) amerikai
- Carl Gotthard Langhans (1733–1808) német
- Karl Larsen(wd) (Karl Johan Frederik Larsen, 1892–1958)  dán
- Sir Denys Lasdun (1914–2001) angol
- Benjamin Latrobe (1764–1820) angol, amerikai
- John Lautner (1911–1994) amerikai
- Le Corbusier (Charles-Edouard Jeanneret) (1887–1965) francia
- Juha Leiviská
- Leonardo da Vinci (1452–1519) itáliai
- Giacomo Leoni (1686–1746) olasz
- Amanda Levete – Future Systems
- Ricardo Legorreta (1931–) mexikói
- Firmin Lepage (1930–2001) kanadai
- Jan Letzel (1880–1925) Csehszlovákia
- Amanda Levete (1955–) angol
- Sigurd Lewerentz(wd) (1885–1975)  svéd
- Liang Szicseng(wd) (梁思成) (1901–1972)  kínai
- Daniel Libeskind (1946–) lengyel, amerikai
- Maya Lin (1959–) amerikai
- El Lissitzky (1890–1941) orosz
- Gordon W. Lloyd (1832–1905)
- Elmar Lohk (1901–1963) észt
- Baldassarre Longhena (1598–1682) itáliai
- Adolf Loos (1870–1933) osztrák, Csehszlovákia
- Hans Luckhardt (1890–1954) német
- Wassili Luckhardt (1889–1972) német
- Owen Luder (1928–) angol
- Johann Friedrich Ludwig (1637–1752) portugál, német
- Edwin Lutyens (1869–1944) angol
- Robert de Luzarches (13. század) francia
- Greg Lynn

## M
- Carlo Maderno (1556–1629)   svájci, itáliai
- Maekava Kunio(wd) (1905–1986)  japán
- Annibale Maggi detto Da Bassano (15. század) itáliai
- India Mahdavi (1962-)   iráni származású francia
- Maki Fumihiko (1928–)  japán
- Charles Rennie Mackintosh (1868–1928)  skót
- Robert Mallet-Stevens (1886–1945)  francia
- Mandroklész (i. e. 5. század) görög
- Sven Markelius(wd) (1882–1972)  svéd
- Frederick Marrable (1819–1872)  brit
- Anton Erhard Martinelli (1684–1747) olasz, osztrák
- George D. Mason
- Bernard Maybeck
- Thom Mayne (1944–) amerikai
- William McDonough
- Duncan McDuffie
- Raymond McGrath
- Charles Follen McKim (1847–1924)
- McKim, Mead and White
- Roy Mason
- Richard Meier
- Erich Mendelsohn
- Henry Mercer
- Metagenész (Athén) (i. e. 5. század) görög
- Metagenész (Knosszosz) (i. e. 6. század) görög
- Ivan Meštrović (1883–1962) horvát
- Johan van der Mey
- Adolf Meyer (1881–1929) német
- Hannes Meyer (1889–1954) svájci
- Barton Meyers
- Michelozzo Michelozzi (1396–1472) itáliai
- Giovanni Michelucci
- Ludwig Mies van der Rohe (1886–1969) német, amerikai
- Robert Mills
- Vlado Milunić (1941–2022)
- Enric Miralles
- Paolo Mirandola (?–1583) itáliai
- Francesc Mitjans (1909–2006) katalán
- Mnesziklész (i. e. 5. század) görög
- Samuel Mockbee (1944–2001)
- Josef Mocker (1835–1899) cseh
- Rafael Moneo (1937–)  spanyol
- Auguste de Montferrand
- Arthur Cotton Moore
- Charles Willard Moore
- Roger Montgomery
- Charles Moreau (1758?–1841?)  francia
- Julia Morgan
- William Morris (1834–1896) angol
- Eric Owen Moss
- Hacıbaba Muxtarov (1924–1994)  azeri
- Eduardo Souto de Moura (1952–) portugál
- Alfred B. Mullett(wd) (1834–1890)  amerikai
- Josef Munggenast (1680–1741)  osztrák
- Glenn Murcutt (1936–) ausztrál
- Robert Mylne (1733–1811) skót

## N
- John Nash (1752–1835)  angol
- Robert Natus (1890–1950)  észt
- Johan Henrik Nebelong (1817–1871)  dán
- Balthasar Neumann (1687–1753)  német
- Richard Neutra(wd) (1892–1970)   osztrák származású amerikai
- Oscar Niemeyer (1907–1976)  brazil
- Nikón (2. század)  középkori görög
- Oscar Nitzchke(wd) (1900–1991)    német-svájci-francia-amerikai
- Percy Erskine Nobbs (1875–1964)  kanadai
- Jean Nouvel (1945–)  francia
- Maciej Nowicki (1910–1950) amerikába emigrált  lengyel
- Eduard van der Nüll (1812–1868)  osztrák

## O
- Joseph Maria Olbrich (1867–1908)  osztrák
- Frederick Law Olmsted(wd) (1822–1903)  amerikai botanikus, tájépítész
- Jean d'Orbais (1175–1231)  francia
- Philibert de l'Orme (1514–1570)  francia
- Kas Oosterhuis (1951–)  holland
- J.J.P. Oud  (1890–1963) holland építész
- Frei Otto(wd) (1925–2015)  német építész

## P
- Nikolaus Franz Leonhard Pacassi (1716–1790) olasz, osztrák
- Hans Hendrik van Paesschen (1510–1582) flamand
- Paióniosz (i. e. 6. század)  ókori görög
- Andrea Palladio (1508–1580) itáliai
- Giovanni Paolo Pannini (1691–1765) olasz
- Peter Parler (1330?–1399) német
- Parmenión (i. e. 3. század)  ókori görög
- John Pawson (1949–) angol
- Joseph Paxton (1803–1865)
- Arthur Peabody
- Edward Lovett Pearce (1699–1733) ír
- I. M. Pei (贝聿明) (kínai származású 1917–)  amerikai
- César Pelli (argentin származású 1926-)  amerikai
- John Wornham Penfold (1828–1909)
- Sir James Pennethorne
- Charles Percier (1764–1838)  francia
- Nikolaus Pevsner (1902–1983) német, angol
- Frits Peutz
- Phaiax (i. e. 5. század)  ókori görög
- Philón (i. e. 6. század)  ókori görög
- Renzo Piano (1937–) olasz
- Giuseppe Piermarini (1734–1808) olasz
- Franz Anton Pilgram (1699–1761) osztrák
- Giovanni Battista Piranesi (1720–1778) olasz
- Joze Plecnik
- Hans Poelzig
- Gio Ponti
- John Russell Pope
- John Portman
- Christian de Portzamparc
- George B. Post amerikai
- Jakob Prandtauer (1660–1726)  osztrák
- Francesco Maria Preti (1701–1774)  olasz
- Albert Pretzinger
- Freeman A. Pretzinger
- Wolf D. Prix(wd) (Coop Himmelb(l)au) (1942-)  osztrák
- Joshua Prince-Ramus
- Jean Prouvé(wd) (1901–1984)  francia Perret-díjas
- Johann Michael Prunner
- A. W. N. Pugin
- Püthiosz (i. e. 4. század)  ókori görög

## Q
- Giacomo Quarenghi (1744–1817) olasz, orosz

## R
- Raffaello Santi (1483–1520) itáliai
- Carlo Rainaldi (1611–1691) itáliai
- Ralph Rapson
- Rip Rapson
- C. W. Rapp
- George L. Rapp
- Steen Eiler Rasmussen
- Bartolomeo Rastrelli (1700–1771) olasz, orosz (Téli Palota, Szentpétervár)
- Charles Herbert Reilly, Sir
- James Renwick, Jr.
- Charles Ribart (18. század)  francia
- Sir Albert Richardson
- Henry Hobson Richardson (1838–1886)
- Gerrit Rietveld (1888–1964) holland
- Antonio Rinaldi (1710–1794) olasz
- Antonio Rivas Mercado (1853–1927)
- Paulo Mendes da Rocha (1928–) brazil
- Kevin Roche
- Alekszandr Mihajlovics Rodcsenko (1891–1956) orosz
- Robert S. Roeschlaub (1843–1923)
- Isaiah Rogers (1834–1890)
- Richard Rogers (1933–) angol
- Ludwig Mies van der Rohe (1886–1969) német, amerikai
- John Root (1850–1891)
- Aldo Rossi (1931–1997) olasz
- Carlo Rossi (1775–1849)
- Emery Roth (Róth Imre) (1871–1948) magyar, amerikai
- Antoni Rovira i Trias (1816–1889) katalán
- Wirt C. Rowland
- Paul Rudolph
- Henrik Ruse(wd) (Henrik Ruse, Baron of Rysensteen skandináv országokban is dolgozó 1624–1679)  holland

## S
- Eero Saarinen
- Eliel Saarinen
- Eugen Sacharias
- Moshe Safdie (1938–) amerikai
- Paul Saintenoy
- Michele Sammicheli (1484–1559) velencei
- Guðjón Samúelsson (1887–1950)  izlandi
- Thomas Sandby (1721–1798) angol (Királyi Akadémia, London)
- Antonio da Sangallo (1453–1534) itáliai
- Raffaello Sanzio (1483–1520) itáliai
- Vincenzo Scamozzi (1552–1616) velencei
- Carlo Scarpa
- Hans Scharoun
- Rudolf Schindler
- Karl Friedrich Schinkel (1781–1841) német
- Friedrich von Schmidt (1825–1891) német, osztrák
- Paul Schmitthenner
- F. F. Schnitzer
- Andreas Schlüter (1659?–1714) porosz
- Alexey Shchusev
- Margarete Schütte-Lihotzky
- Giles Gilbert Scott
- Giles Gilbert Scott, ifj.
- Michael Searles (1750–1813) angol
- Harry Seidler
- Gottfried Semper
- Josep Lluís Sert
- H. Craig Severance
- August Sicard von Sicardsburg (1813–1868) osztrák
- Claudio Silvestrin
- Koca Mimar Sinan Agha (1489?–1588) török
- Álvaro Siza Vieira (1933–) portugál
- Howard Dwight Smith
- Alison Smithson
- Peter Smithson
- John Soane
- Paolo Soleri
- Alejandro de la Sota
- Jacques-Germain Soufflot (1713–1780)  francia (Pantheon, Párizs)
- Albert Speer (1905–1981) német
- Basil Spence
- Johann Otto von Spreckelsen
- Vaszilij Petrovics Sztaszov (1769–1848)  orosz
- Hans van Steenwinckel (1550–1601)   flamand születésű dán, ifj. Hans van Steenwinckel és Lorenz van Steenwinckel apja
- Hans van Steenwinckel, ifj. (1587–1639)  flamand származású dán
- Lorenz van Steenwinckel (1585–1619)  flamand származású dán
- Rudolf Steiner (1861–1925) osztrák
- James Stirling (1926–1992) skót
- Edward Durrell Stone
- Friedrich August Stüler (1800–1865) német
- Vlagyimir Grigorjevics Suhov (1853–1939) orosz
- Louis Sullivan (1856–1924)

## SZ
- Szenenmut (i. e. 15. század)

## T
- Roger Taillibert (1926–2019)  francia
- Tange Kenzó (1913–2005)  japán
- Vlagyimir Jevgrafovics Tatlin (1885–1953) orosz
- Bruno Taut (1880–1938) német
- Thomas Alexander Tefft (1826–1859)
- Giuseppe Terragni (1904–1943)  olasz
- Einari Teräsvirta(wd) (olimpiai bajnok atléta 1932, 1936, 1948 építész 1914–1995)
- id. Nicodemus Tessin (1615–1681)  svéd
- ifj. Nicodemus Tessin (1654–1728)  svéd
- Samuel Sanders Teulon
- Jean Texier
- Jacob van Thienen (15. század) flamand
- Benjamin C. Thompson
- William Thornton (1759–1828) angol, amerikai (Capitolium, Washington)
- Laurids de Thurah (1706–1759)  dán
- Hermann Tilke (1954–) német
- Clair Tisseur (1827–1896)
- Jack Travis FAIA
- Silvanus Trevail
- Domenico Trezzini (1670–1734)   svájci, olasz
- Bernard Tschumi
- William Tubby

## U
- Gilbert Stanley Underwood
- Jørn Utzon (1918–2008)  dán

## V
- William Van Alen(wd) (dán származású 1866–1954)  amerikai
- Henrik Valeur(wd) (építész, urbanista 1966-)  dán
- John Vanbrugh (1664–1726) angol
- Henry van de Velde (1863–1957) belga
- Luigi Vanvitelli (1700–1773)  olasz
- Giorgio Vasari (1511–1574)  olasz
- Sébastien Le Prestre de Vauban (1633–1707)  francia
- Guarino Veronese (1376–1460) itáliai
- Robert Venturi
- Giacomo Barozzi da Vignola (1507–1573) itáliai
- Carlos Raúl Villanueva
- Leonardo da Vinci (1452–1519) itáliai
- Rafael Vinoly
- Eugène Viollet-le-Duc (1814–1879)  francia
- Vitruvius (i. e. 80–70–15) római
- Bernardo Vittone (1704–1770)  olasz
- Alan Voorhees (1922–2005) amerikai

## W
- Otto Wagner (1841–1918)  osztrák
- Thomas Ustick Walter(wd) (1804–1887)  amerikai
- Wank Roland (1898–1970)  magyar származású amerikai építész
- Alfred Waterhouse(wd) (1830–1905)  brit
- André Waterkeyn (1917–2005)  belga
- John Webb (1611–1672) angol
- W. H. Weeks (1864–1936)  amerikai
- Stanisław Weiss(wd) (1871–1917)  lengyel
- Adriaen van der Werff (1659–1722)  holland
- Stanford White (1853–1906)  amerikai
- Elizabeth Mytton Wilbraham
- William Wilkins (1778–1839) angol
- Paul Williams
- Clough Williams-Ellis
- Jan Wils
- George J. Wimberly
- Gert Wingårdh(wd) (1951–)  svéd
- James Wines
- John Wood id. (1704–1754) angol (The Circus, London)
- John Wood ifj. (1728–1782) angol
- Lebbeus Woods
- Thomas Worthington
- Christopher Wren (1632–1723) angol
- Frank Lloyd Wright (1867–1959) amerikai
- Edward Alexander Wyon (1842−1872)

## X
- Xenoklész (i. e. 2. század)  ókori görög

## Y
- Ken Yeang (1948-)   maláj származású, Kínában dolgozó
- Lamont Young (1851–1929)  olasz

## Z
- Dominikus Zimmermann (1685–1766) német
- Hans Rudolf Zimmerman
- Johann Baptist Zimmermann (1680–1758) német
- Peter Zumthor (1943–) svájci